# هوونتانن
هوونتانن (بالألمانية: Hohentannen) هي بلدية ضمن مقاطعة فاينفيلدن في كانتون تورغاو بسويسرا. تبلغ مساحتها 8 كيلومتر مربع، ويقدر عدد سكانها بـ 616 نسمة (حسب تعداد ديسمبر 2015).